# Grad Peleș
Grad Peleș (romunsko Castelul Peleș, izgovarjava [kastelul peleʃ]) je neorenesančni grad v Karpatih v bližini mesta Sinaia v okrožju Prahova v Romuniji na srednjeveški poti, ki povezuje Transilvanijo in Vlaško, zgrajen med letoma 1873 in 1914. Slovesnost ob odprtju je bila leta 1883. Zgrajen je bil za kralja Karla I.

## Lega
Kompleks je severozahodno od mesta Sinaia, od Brașova je oddaljen 48 km in od Bukarešte 124 km. V bližini Južnih Karpatov ga sestavljajo grad Peleș, grad Pelișor in lovski dvorec Foișor.

## Zgodovina
Ko je kralj Karel I. (1839–1914), pod katerim je država postala neodvisna, prvič obiskal kraj prihodnjega gradu leta 1866, se je zaljubil v čudovito gorsko pokrajino. Leta 1872 je kupil 1300 kvadratnih kilometrov zemljišča v bližini reke Piatra Arsă. Nepremičnino je imenoval kraljeva posest Sinaia. Kralj je na tem zemljišču naročil gradnjo lovskega in poletnega zatočišča, 22. avgusta 1873 pa je bil postavljen temelj za grad Peleș. Istočasno so zgradili več pomožnih stavb: prostore za dvorno stražo, stavbo ekonomata, lovski dvorec Foișor, kraljeve hleve in elektrarno. Peleș je postal prvi grad na svetu, ki ga je v celoti poganjala lokalno pridobljena elektrika.
Prvi trije predlagani oblikovalski načrti so bili kopije drugih palač v zahodni Evropi in kralj Karel I. jih je zavrnil kot pomanjkanje izvirnosti in predrage. Nemški arhitekt Johannes Schultz je zmagal s projektom za izvirnejši načrt, ki je bil po kraljevem okusu: velik palačni alpski grad, ki združuje različne značilnosti klasičnih evropskih slogov, predvsem pa italijansko eleganco in nemško estetiko ob renesančnih linijah. Dela je vodil arhitekt Carol Benesch.  Kasnejše dodatke je od leta 1893 do leta 1914 izdelal češki arhitekt Karel Liman, ki je zasnoval stolpe, vključno z glavnim osrednjim stolpom, visokim 66 metrov. Zgradba Sipot, ki je bila sedež podjetja Liman med gradnjo, je bila zgrajena kasneje. Liman je nadzoroval gradnjo bližnjega gradu Pelișor (1889–1903, prihodnjo rezidenco kralja Ferdinanda I. in kraljice Marije) ter vilo kralja Ferdinanda na Kraljevem ovčjem travniku.
Stroški dela na gradu med letoma 1875 in 1914 so bili ocenjeni na 16.000.000 romunskih levov v zlatu (približno 120 milijonov ameriških dolarjev danes). Pri gradnji je delalo od tristo do štiristo mož. Kraljica Elizabeta je napisala v svoji reviji:
Italijani so bili zidarji, Romuni so gradili terase, Romi so bili kuliji. Albanci in Grki so delali s kamnom, Nemci in Madžari so bili tesarji. Turki so žgali opeko. Inženirji so bili poljski in rezbarji kamna so bili Čehi. Francozi so risali, Angleži so merili in tako si lahko videl stotine narodnih oblačil in slišal štirinajst jezikov, v katerih so govorili, peli, preklinjali in se pogovarjali v vseh narečjih in tonih, bila je vesela mešanica moških, konj, vozov z voli in domačih bivolov.
Gradnja se je med romunsko vojno za neodvisnost proti osmanskemu cesarstvu v letih 1877/78 rahlo upočasnila, vendar so se kmalu zatem načrti pospešili in gradnja je bila precej hitra. Grad Peleș je bil uradno odprt 7. oktobra 1883. Kralj Karel I. in kraljica Elizabeta sta med gradnjo živela v vili Foișor, prav tako kot kralj Ferdinand in kraljica Marija ob gradnji gradu Pelișor. Kralj Karel II. se je rodil na gradu leta 1893, kar je dalo pomen besedam »zibelka dinastije, zibelka naroda«, kakor ga je imenoval Karel I. Karel II. je med svojim vladanjem živel v vili Foișor.
Ko je bil kralj Mihael I. prisiljen leta 1947 abdicirati, je komunistični režim zasegel vse kraljevo premoženje, tudi posestvo Peleș. Grad je bil kratek čas odprt kot turistična zanimivost. Prav tako so ga uporabljali za rekreacijo in počivališče romunskih kulturnih osebnosti. Grad je bil leta 1953 razglašen za muzej. Nicolae Ceaușescu je v zadnjih letih komunističnega režima med letoma 1975 in 1990 zaprl celotno posest. Območje je bilo razglašeno za »območje interesa državnega protokola«, le vzdrževalci in vojaške osebe so imele dostop do posesti.
Ceaușescuju grad ni bil všeč in ga je redko obiskal. V osemdesetih letih prejšnjega stoletja je nekaj lesa napadel hišni lesomor (Serpula lacrymans). Po revoluciji decembra 1989 so Peleș in Pelișor ponovno razglasili za dediščino in ju odprli za javnost. Danes je grad Foișor predsedniška rezidenca. Ekonomat in stavba za stražo sta zdaj hotel in restavracija. Nekatere druge stavbe so bile spremenjene v turistične vile, nekatere pa so  protokolarne stavbe. Leta 2006 je romunska vlada napovedala vračanje gradu nekdanjemu kralju Mihaelu I. Pogajanja so se kmalu začela in še niso končana. Grad je od romunske države najela kraljeva družina. Vsako leto ga obišče med četrt in skoraj pol milijona obiskovalcev.
Grad je v svoji zgodovini gostil nekaj pomembnih osebnosti, od kraljev, politikov do umetnikov. Eden najbolj nepozabnih obiskov je bil obisk cesarja Franca Jožefa I. 2. oktobra 1896, ki je kasneje napisal v pismu:
Kraljev grad je med drugimi stavbami obdan z izjemno lepo pokrajino z vrtovi, zgrajenimi na terasah, vse na robu gostih gozdov. Sam grad je veličasten zaradi vsega zbranega bogastva: stare in nove oljnate slike, staro pohištvo, orožje, vse vrste dragocenosti, vse z dobrim okusom. V gorah smo dolgo hodili, nato pa smo se veselili na zeleni travi, obkroženi z romsko glasbo. Veliko smo se slikali in vzdušje je bilo zelo prijetno.
Umetniki, kot so George Enescu, Sarah Bernhardt, Jacques Thibaud in Vasile Alecsandri, so bili pogosto gostje kraljice Elizabete (bila je pisateljica, znana kot Carmen Sylva). V zadnjem času so bili gostje številni tuji dostojanstveniki, kot so Richard Nixon, Gerald Ford, Omar Moamer el Gadafi in Jaser Arafat.
Grad je bil prikazan v filmu Brata Bloom leta 2009 kot dom ekscentrične milijarderke, ki jo igra Rachel Weisz,  v New Jerseyju. 
Grad je prikazan tudi v filmu Netflixa Božični princ, pa tudi v filmu na kanalu Hallmark Princesa za božič leta 2011.

## Opis
Po obliki in namenu je Peleș palača, vendar se dosledno imenuje grad. Njegov arhitekturni slog je romantično navdihnjena mešanica neorenesančne in gotske revitalizacije, podobna gradu Neuschwanstein na Bavarskem. Na notranjih dvoriščnih fasadah lahko opazimo anglosaški vpliv, ki ima alegorične ročno poslikane murale in okrašene predalčne lesene gradnje, podobne tistim, ki jih vidimo v severnoevropski alpski arhitekturi. Notranje okrasje je večinoma baročno s težkim izrezljanim lesom in izvrstnimi tkaninami.
Grad Peleș ima tloris s površino 3200 kvadratnih metrov z več kot 170 sobami, veliko z namenskimi temami iz svetovnih kultur (na podoben način kot druge romunske palače, kot je palača Cotroceni). Teme se razlikujejo po namenu (pisarne, knjižnice, orožarne, umetniške galerije) ali po slogu (florentinski, turški, mavrski, francoski, imperialni); vse sobe so zelo razkošno opremljene in urejene do najmanjše podrobnosti. V njem je 30 kopalnic. Hrani eno najlepših zbirk umetnosti v vzhodni in srednji Evropi, ki jo sestavljajo kipi, slike, pohištvo, orožje in oklepi, zlato, srebro, vitraji, slonovina, porcelan, tapiserije in preproge. Zbirka orožja in oklepov ima več kot 4000 kosov, razdeljenih med vzhodne in zahodne ter svečane ali lovske kose iz štirih stoletij zgodovine. Orientalske preproge so iz Buhare, Mosula, Isparte, Saruka in Smirne. Porcelan je iz Sèvresa in kraja Meissen; usnje je iz Córdobe. Morda so najbolj cenjeni predmeti ročno poslikani vitraji, ki so večinoma švicarski.
Velik kip kralja Karla I., delo  Raffaella Romanellija je nad glavnim vhodom. Mnogi drugi kipi so na sedmih italijanskih neorenesančnih terasah, večinoma iz carrarskega marmorja, ki jih je izdelal italijanski kipar Romanelli. V vrtovih so tudi fontane, žare, stopnišča, varovalni levi, marmorne poti in drugi okrasni predmeti.
Grad ima slikarsko zbirko, v kateri je skoraj 2000 kosov. Angelo de Gubernatis (1840–1913), italijanski pisatelj, ki je prispel v Sinaio leta 1898 kot gost kraljeve družine, je zapisal:
Grad Peleș, odprt leta 1883, ni prijeten le poleti; zasnovan je tudi kot narodni spomenik, ki naj bi obdržal trofeje iz zmage pri Plevni, kar pojasnjuje preprost, vendar veličasten slog. Grajsko dvorišče v bramantskem slogu s fontano v sredini v najbolj natančnem renesančnem slogu prijetno preseneti obiskovalca. Dvorišče ima veselo okrasje iz rastlin in cvetov; vse naokoli so pročelja okrašena z elegantnimi risbami. Notranjost gradu je resnično čudovita zaradi lepote in bogastva izrezanega lesa in vitražnih oken. Ko pridete v preddverje, ste na častnem stopnišču pred najpomembnejšima vladarjema stare Romunije: svetim Štefanom Velikim in Mihaelom Hrabrim. V ponosni drži s krznom ali z zlato krono na glavi naredi vtis briljantno oblačilo, v kateri se bela meša s smaragdno zeleno ali rdečo na velikem plašču. Na desni in levi strani obeh vladarjev kot vitezi služabniki štirje ščiti predstavljajo romunske province. V kraljičini knjižnici je nad skupinami otrok, ki simbolizirajo poezijo in znanost, podoba Wulfile (311–383 n. št.), gotskega verskega vladarja s severne strani reke Donave, ki je prevedel sveto pismo v svoj jezik in prispeval k širjenju krščanstva, krščanski apostol Rimljanov in podoba Danteja Alighierija, ustvarjalca zahodne poezije. Skozi knjižnico vstopimo v spalnico, kjer se bomo srečali s podobo genijev in alegorij slikarstva in glasbe ter serijo legendarnih tem. V apartmajih, rezerviranih za častne goste, so številni grbi s svojim heraldičnim obiljem, ki govorijo o prednikih kraljeve družine. Toda med vsemi so poslikana stekla nedvomno najbolj izjemna in sijoča. Tu so motivi vzeti iz Alecsandrijeve poezije.

## Muzej
Javni obiski potekajo kot vodeni ogledi, ki so omejeni na pritličje, prvo nadstropje, celoten ogled pa vključuje tudi drugo nadstropje.  Vstopnina se zaračuna, posebej je treba plačati za fotografiranje.
Najpomembnejše velike sobe so:
Holul de Onoare (Dvorana časti) je bila končana šele leta 1911 pod vodstvom Karla Limana. Razprostira se na treh nadstropjih. Stene so oblečene v izvrstno izrezljane lesene predmete, večinoma iz evropskega oreha in eksotičnega lesa. Ploski reliefi, skulpture iz alabastra in snemljive vitražne plošče dopolnjujejo dekor.
Apartamentul Imperial (Cesarska soba) naj bi bila poklon avstrijskemu cesarju Francu Jožefu I., ki je obiskal palačo kot prijatelj romunske kraljeve družine. Zato je dekorater Auguste Bembe izdelal razkošno sobo v avstrijskem baročnem slogu cesarice Marije Terezije. Popolnoma ohranjena petsto let stara cordobska usnjena stenska obloga je najredkejša kakovost.
Sala Mare de Arme (Velika orožarna ali arzenal) ima 1600 od 4000 kosov orožja in oklepov ter je ena najlepših zbirk lovske in vojaške opreme v Evropi od 14. in 19. stoletja. Kralj je dodal koščke, ki so se uporabljali pri njegovi zmagi proti Turkom med vojno za neodvisnost. Poznan je komplet maksimilijanskega orožja za konja in jezdeca in nemškega plemiča iz 15. stoletja. Na ogled je tudi številno orožje na drogu (glefa, helebarda, kopje, lovska sulica), strelno orožje (mušketa, tromblon, kremenjača, pištola), sekire, samostreli in meči (rapir, sablja in mnogi drugi).
Sala Mică de Arme (Mala orožarna) prikazuje večinoma orientalsko (predvsem indoperzijsko, otomansko in arabsko) orožje in oklepne predmete, veliko jih je iz zlata in srebra z intarzijo z dragimi kamni. Vključeno so verižne srajce, čelade, simitarji, jatagani, bodala, sulice, pištole, ščiti, sekire in kopja.
Sala de Teatru (Gledališče) je urejeno v slogu Ludvika XIV. s šestdesetimi sedeži in kraljevo ložo. Arhitekturne dekoracije in slike sta podpisala Gustav Klimt in Franz Matsch.
Sala Florentină (Florentinska soba) združuje oživljene elemente italijanske renesanse, večinoma iz Firenc. Najveličastnejša so masivna bronasta vrata, narejena v Rimu, iz ateljeja Luigija Magnija, in velik marmorni kamin, ki ga je naredil Paunazio z motivi Michelangela.
Salonul Maur (Mavrski salon) je bil narejen pod vodstvom Charlesa Lecompta de Nouya in naj bi vseboval elemente severnoafriškega in španskega mavrskega sloga. Pohištvo z intarzijo iz biserovine, fine perzijske in otomanske preproge ter orientalsko orožje in oklep so najlepši predmeti. Salon ima notranji marmorni vodnjak.
Salonul Turcesc (Turški salon) posnema otomansko veselje do življenja, prostor je poln turških izmirskih preprog in bakrenih izdelkov iz Anatolije in Perzije. Bila je soba za kadilce. Stene so pokrite z ročno izdelanimi tekstilijami, kot je svilen brokat iz dunajskih trgovin Siegert.

## Grad danes
Osebna lastnina kraljeve družine in grad Peleș sta bila nacionalizirana, ko je kralj Mihael odstopil in zapustil državo po sporazumu z vlado, v kateri so prevladovali komunisti. Leta 1997 je bil grad kraljevi družini vrnjen po dolgem sodnem postopku, ki je bil končan leta 2007. Nekdanji kralj je izrazil željo, naj za grad še naprej skrbi Narodni muzej Peleș, občasno pa bi ga uporabljala kraljeva družina za javne slovesnosti.
10. maja 2016 je bil ob romunskem dnevu neodvisnosti, ki je zaznamoval 150-letnico obstoja romunske kraljeve dinastije, prvič po letu 1947 na gradu izobešen osebni prapor princese Margarete. 